# (14498) Bernini
Pour les articles homonymes, voir Bernini.
(14498) Bernini est un astéroïde de la ceinture principale.

## Description
(14498) Bernini est un astéroïde de la ceinture principale. Il fut découvert le 28 février 1995 à Colleverde par Vincenzo Silvano Casulli. Il présente une orbite caractérisée par un demi-grand axe de 2,76 UA, une excentricité de 0,13 et une inclinaison de 3,7° par rapport à l'écliptique.

## Compléments